# Argeia (Tochter des Autesion)
Argeia (altgriechisch Ἀργεία Argeía) ist eine Frauengestalt der Griechischen Mythologie.
Argeia war die Tochter des thebanischen Königs Autesion und vermählte sich mit dem Herakliden Aristodemos. Sie gebar ihrem Gatten die Zwillingsbrüder Prokles und Eurysthenes. Nach dem frühen Tod ihres Vaters kamen die Zwillinge unter die Vormundschaft des Theras, des Bruders der Argeia, und wurden später die ersten Sparta beherrschenden Herakliden.